# Pachyprosopis mirabilis
Pachyprosopis mirabilis är en biart som beskrevs av Perkins 1908. Pachyprosopis mirabilis ingår i släktet Pachyprosopis och familjen korttungebin. Inga underarter finns listade i Catalogue of Life.

## Bildgalleri

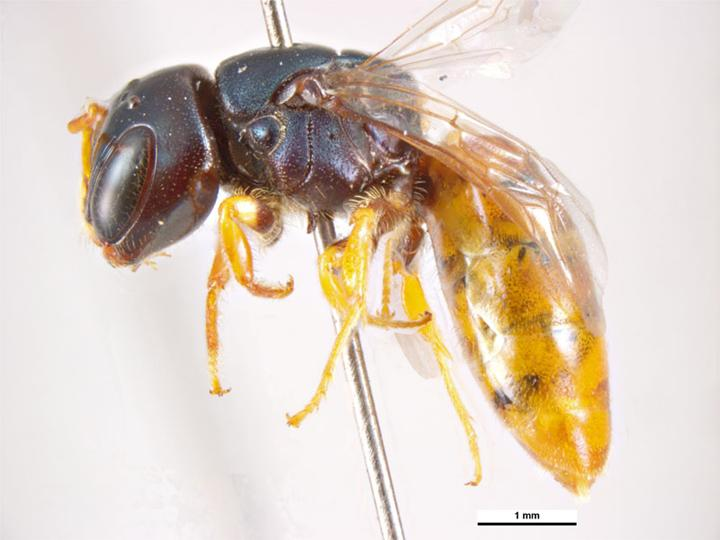
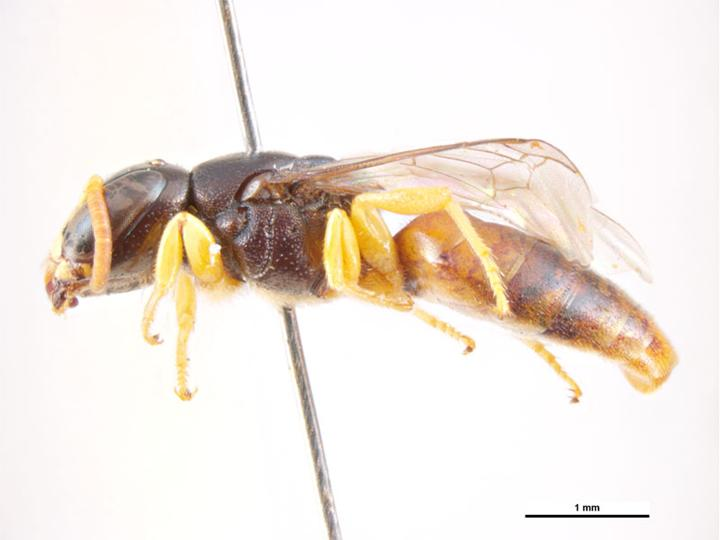
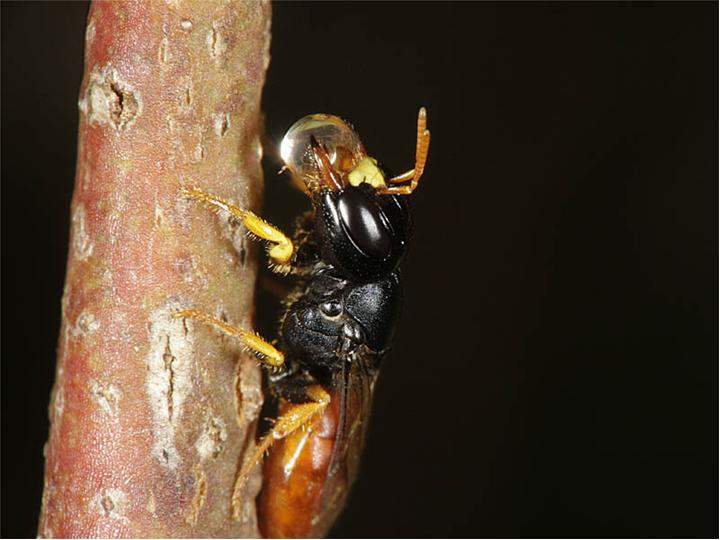
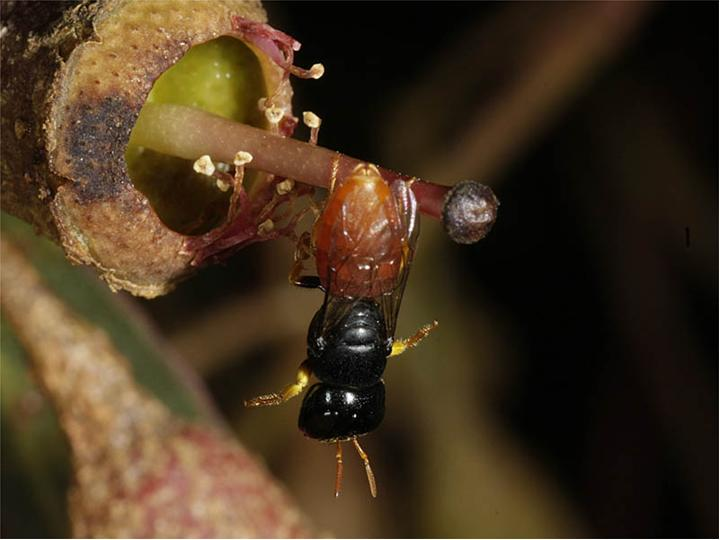